# Karashamb
Karashamb ou Qarashamb (en arménien Քարաշամբ) est une communauté rurale du marz de Kotayk, en Arménie. Elle compte 718 habitants en 2008.